# Rijksbeschermd gezicht Zwolle
Gezicht Zwolle is een van rijkswege beschermd stadsgezicht in Zwolle in de Nederlandse provincie Overijssel. De procedure voor aanwijzing werd gestart op 25 mei 1989. Het gebied werd op 14 oktober 1993 definitief aangewezen. Het beschermd gezicht beslaat een oppervlakte van 77,7 hectare.
Panden die binnen een beschermd gezicht vallen krijgen niet automatisch de status van beschermd monument. Wel zal de gemeente het bestemmingsplan aanpassen om nieuwe ontwikkelingen in het gebied te reguleren. De gezichtsbescherming richt zich op de stedenbouwkundige en cultuurhistorische waardering van een gebied en wil het toekomstig functioneren daarvan veiligstellen.